# Archoprotus porteri
Archoprotus porteri là một loài tò vò trong họ Ichneumonidae.